# Pestalotia macrotricha
Pestalotia macrotricha är en svampart som beskrevs av Kleb. 1914. Pestalotia macrotricha ingår i släktet Pestalotia och familjen Amphisphaeriaceae.   Inga underarter finns listade i Catalogue of Life.